# La semana (revista chilena)
La semana: Periódico noticioso, literario y científico fue una revista chilena de publicación semanal, dirigida por los hermanos Justo y Domingo Arteaga Alemparte entre 1859 y 1860. La revista promovió la imparcialidad de los medios de prensa y prestó especial importancia a la reflexión sobre la propia labor periodística.

## Historia
La primera mitad del siglo XIX estuvo marcada por un intenso enfrentamiento entre liberales y conservadores. En este contexto de disputas intelectuales y políticas, la prensa jugó un papel de gran importancia. Diarios y revistas servían como espacio de discusión y asentamiento de las bases ideológicas de cada sector, a la vez que funcionaban como instrumento de difusión para estas ideas. Lejos de marginarse de estas discusiones, la prensa literaria participaba de ellas, entendiendo el quehacer literario y cultural como parte fundamental de los procesos sociales vividos en el país. Conviviendo con aquella prensa de trincheras, abocada a discutir la contingencia social inmediata y vinculada siempre a partidos específicos, surgieron publicaciones como el Semanario de Santiago y la Revista de Valparaíso, ambas asociadas al movimiento literario de 1842.
Hacia fines de la década de 1850, comenzaron a aparecer publicaciones periódicas que, si bien conservaban una filiación con la prensa cultural anterior, logran distinguirse de ella al plantearse como una prensa independiente y autoconsciente. Dirigida por los hermanos Justo y Domingo Arteaga Alemparte, la revista La semana se desarrolló bajo este modelo, buscando continuar la labor de publicaciones culturales anteriores, pero dando mayor importancia a la reflexión sobre la propia labor periodística y criticando a la prensa de trincheras, por parecerles excesivamente parcial. La semana, defendiendo una perspectiva más inclusiva y razonada, intentó ser un reflejo imparcial de la sociedad y sus tensiones y posicionarse como un medio de expresión y análisis intelectual. De aquí se desprende el carácter diverso de sus colaboradores.

Deseamos que nuestro periódico sea una liza abierta a todos los talentos, así a; los que empiezan a manifestarse como a los que la edad i el estudio han madurado, donde todas las opiniones tengan cabida, todas las ideas encuentren la espresión de la publicidad, sin sujeción ni reticencias, con independencia i buena fé.
Editorial del número 1 de La semana, 21 de mayo de 1859.

## Colaboradores
La revista reunió a un amplio espectro de intelectuales, todos vinculados a la élite liberal de la época. De esta manera, convivían en la revista estudios de economía política con poemas y cuentos; ensayos de crítica social y de reflexión junto a agudos artículos sobre modas y costumbres, estos últimos firmados por "Nadie".
Con la participación de personajes de gran notoriedad como los hermanos Alberto y Joaquín Blest Gana, Marcial González, Hermógenes de Irisarri, Vicente Reyes, Rafael Santos, José Victorino Lastarria, Ignacio Zenteno, Miguel Luis Amunátegui y Eduardo de la Barra, además de los propios hermanos Arteaga Alemparte, a lo largo de sus cuarenta y nueve números La semana logró su principal cometido: plasmar el reflejo de una sociedad, entendiendo por esta la intelectualidad a la que la revista se dirigía.